# Ținutul Ekaterinoslav

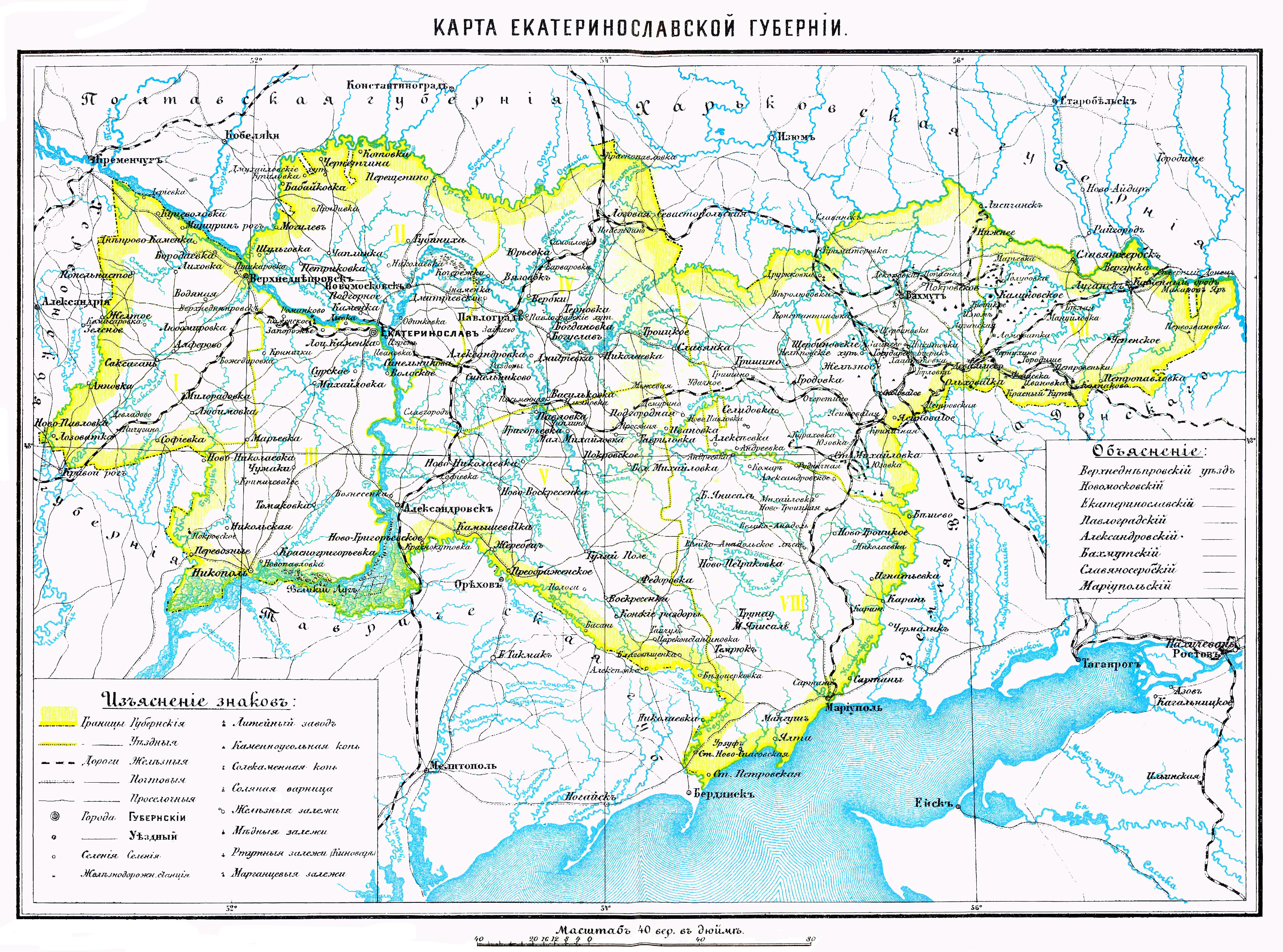
Harta guberniei Ekaterinoslav

Ținutul Ekaterinoslav (în rusă Екатеринославский уезд, în ucraineană Катеринославський повіт) a fost o unitate administrativ-teritorială (uezd) din gubernia Ekaterinoslav a Imperiului Rus, constituită în 1783. Centrul administrativ al ținutului a fost orașul Ekaterinoslav (actualmente Dnipropetrovsk). Populația ținutului era de 357.207 locuitori (în 1897).

## Istorie
A fost fondat în 1783. Până la crearea guberniei, „uezd-ul” a ținut de Viceregatul Ekaterinoslav. A fost abolit în 1923, odată cu crearea regiunii Dnipropetrovsk.

## Geografie
Ținutul Ekaterinoslav ocupa o suprafață de 7.366 km² (6.905 de verste). În nord se învecina cu ținutul Novomoskovsk, în est cu ținuturile Pavlograd și Aleksandrovsk, în sud-vest avea hotar cu gubernia Taurida, iar în nord-vest se mărginea cu ținutul Verhnedneprovsk din aceeași gubernie.

## Populație
La recensământul populației din 1897, populația ținutului era de 357.207 de locuitori, dintre care:
| Grup etnic           | Populație | % Procentaj |
| -------------------- | --------- | ----------- |
| Maloruși (ucraineni) | 198.982   | 55,7%       |
| Velicoruși (ruși)    | 75.190    | 21,0%       |
| Evrei                | 46.441    | 13,0%       |
| Germani              | 20.609    | 5,7%        |
| Polonezi             | 7.933     | 2,2%        |
| Belaruși             | 4.033     | 1,1%        |
| Moldoveni [români]   | 1.771     | 0,5%        |
| alții                | 2.248     |             |

## Diviziuni administrative
În anul 1911, Ținutul Ekaterinoslav cuprindea 31 de voloste (ocoale).